# 恒性皇子
恒性皇子（こうしょう（つねなり）おうじ、嘉元3年（1305年）- 元弘3年/正慶2年5月10日（1333年6月22日））は、鎌倉時代の皇族。『大覚寺門跡次第』『続史愚抄』が、後醍醐天皇の皇子であると伝える人物。母親は源親子、義母は大叔母でもある憙子内親王（昭慶門院）とされる。別名は大覚寺宮、越中宮。

## 経歴
大覚寺門跡となっていたが、元弘の乱で隠岐に配流された後醍醐天皇に連座し、元弘2年/正慶元年（1332年）に還俗させられた上で越中国射水郡二塚（現・富山県高岡市二塚）にある現在の気多社（悪皇子宮）に流されて幽閉された。
その翌年、後醍醐天皇が隠岐から脱出、足利高氏も幕府にそむき六波羅探題を攻撃した。この情勢を知った越中守護・名越時有は恒性皇子を殺害し、越中・能登の御家人を二塚に集めた。しかし、六波羅探題陥落や反幕府勢力蜂起の情勢を知った御家人たち一万余騎は守護に反乱し、名越氏もこの約1週間後に放生津城（現富山県射水市）で滅亡した。なお、殺害された日については、「大覚寺門跡略記」（塙保己一編『続群書類従』第4輯下）では3月10日、「南方紀伝」（近藤瓶城編『史籍集覧』第3冊）では5月10日としている。また「大覚寺門跡略記」では殺害の実行犯は名越兵庫助貞時としている。

## 墓所
太子墓と呼ばれていた高岡市二塚にある皇子の墓は、明治45年（1912年）の皇太子（後の大正天皇）の北陸巡啓の際に宮内省による調査が行われ、富山県で唯一の宮内庁治定陵墓に定められた。毎年6月30日（旧暦5月10日）には墓前で皇子をしのぶ「正辰祭」も営まれている。
また墓陵の近くには皇子ゆかりの品を伝えている浄誓寺がある。境内入口には恒性皇子とともに殺害された勧修寺家重・近衛宗康・日野直通を祀る「恒性皇子扈従三朝臣慰霊碑」がある。